# Live – Længe – Leve
Live – Længe – Leve er det andet livealbum fra det danske rockband Malurt. Det blev udgivet i 1994 og blev optaget den 9. december til en koncert i Pumpehuset i København. Albummet indeholder sange fra bandets tidligere udgivelser.

## Spor
1. "Baglæns Rum" - 4:19
2. "Den Eneste I Verden" - 5:15
3. "Sidste Station" - 3:34
4. "Himlens Bagdør" - 4:26
5. "Indrømmer Blankt" - 5:11
6. "Det Andet Land" - 4:44
7. "Spøgelser" - 3:38
8. "På Gaden Igen" - 3:18
9. "Hjerte Af Is" - 3:03
10. "De Vildeste Fugle" - 4:34
11. "Gorilla Med Guldøl" - 4:07
12. "Sommer På Vej" - 4:17
13. "Gak-Gak I Gågaden" - 3:50
14. "Superlove" - 3:08
15. "Gi Dig Selv Fri" - 4:23
16. "Vi Ses Igen" - 1:41

## Medvirkende
- Michael Falch - vokal, guitar, mundharmonika
- Pete Repete - keyboard, baggrundsvokal
- Peter Viskinde - guitar, baggrundsvokal
- Dia Nielsen - bas, baggrundsvokal
- Peter Mors - trommer